# Castello di Pavarano
Il castello di Pavarano è un castello situato nei pressi di Vidiano Soprano, frazione del comune italiano di Piozzano, in provincia di Piacenza.
Il castello è situato su di un poggio sullo spartiacque tra la val Luretta e la val Chiarone, a 4,5 km dal capoluogo comunale.

## Storia
Le notizie storiche disponibili riguardo al castello sono piuttosto scarse: nel 1372, anno in cui era sotto il controllo di Raffaele Arcelli, subì l'occupazione da parte di truppe fedeli al papato. In seguito, durante il XVI secolo, come testimoniato dagli estimi catastali, era di proprietà per una porzione del conte di Borgonovo Ascanio Sforza, mentre la restante parte del complesso era divisa tra vari membri della famiglia Arcelli.
Divenuto interamente in possesso della famiglia Sforza di Borgonovo, nel 1595 era sotto il controllo del conte Alessandro Sforza. Rimasto sempre soggetto all'autorità borgonovese, nel 1687, con l'estinzione della famiglia feudataria, passò sotto il controllo della Camera Ducale farnesiana, la quale procedette nel 1691 all'assegnazione alla famiglia Zandemaria.
Dopo aver subito diversi rimaneggiamenti nel corso dei secolo, il castello, del quale intorno alla metà del XIX secolo erano ancora chiaramente visibili i resti di due cinte murarie, venne completamente abbandonato, cadendo in uno stato di degrado che perdurava ancora verso la fine del Novecento.
Nei primi anni del XXI secolo il sito è stato recuperato con un l'esecuzione di lavori di restauro volti ad un utilizzo abitativo che ne hanno permesso il ripristino.

## Struttura
Originariamente basata su un doppio ordine di mura, quanto rimanente della struttura del castello, che aveva già subito nei secoli profonde alterazioni rispetto alla situazione iniziale, venne ulteriormente colpito dallo stato di completo abbandono in cui cadde l'edificio tra la fine dell'Ottocento e l'inizio del Novecento.
Dell'assetto originale si sono conservate le mura perimetrali a scarpata, costruite in buona parte con ciottoli di fiume e in cui sono visibili tracce di cordonatura, nonché una serie di finestre ad arco trilitiche. L'edificio, dopo aver subito un generale lavoro di restauro all'inizio del XXI secolo, pur trasformato a scopi abitativi, si trova in ottime condizioni di conservazione.